# Deltochilum aspericolle
Deltochilum aspericolle är en skalbaggsart som beskrevs av Bates 1870. Deltochilum aspericolle ingår i släktet Deltochilum och familjen bladhorningar. Inga underarter finns listade i Catalogue of Life.